# 阿爾達斯山
76°3′S 124°25′W / 76.050°S 124.417°W
阿爾達斯山（英語：Mount Aldaz）是南極洲的山峰，位於瑪麗伯德地，處於加拉山東南面35公里，海拔高度2,520米，由美國地質調查局繪入地圖，現時由南極條約體系管理。